# Leptoclinides cucurbitus
Leptoclinides cucurbitus är en sjöpungsart som beskrevs av Kott 2004. Leptoclinides cucurbitus ingår i släktet Leptoclinides och familjen Didemnidae. Inga underarter finns listade i Catalogue of Life.